# Fandango Media
Fandango Media, LLC — американська квиткова компанія, яка продає квитки в кіно через свій вебсайт і мобільний застосунок. Їй також належить Fandango at Home (раніше відома як Vudu), магазин потокового цифрового відео та потоковий сервіс, а також Rotten Tomatoes, який надає телевізійну та поточну медіаінформацію.

## Історія

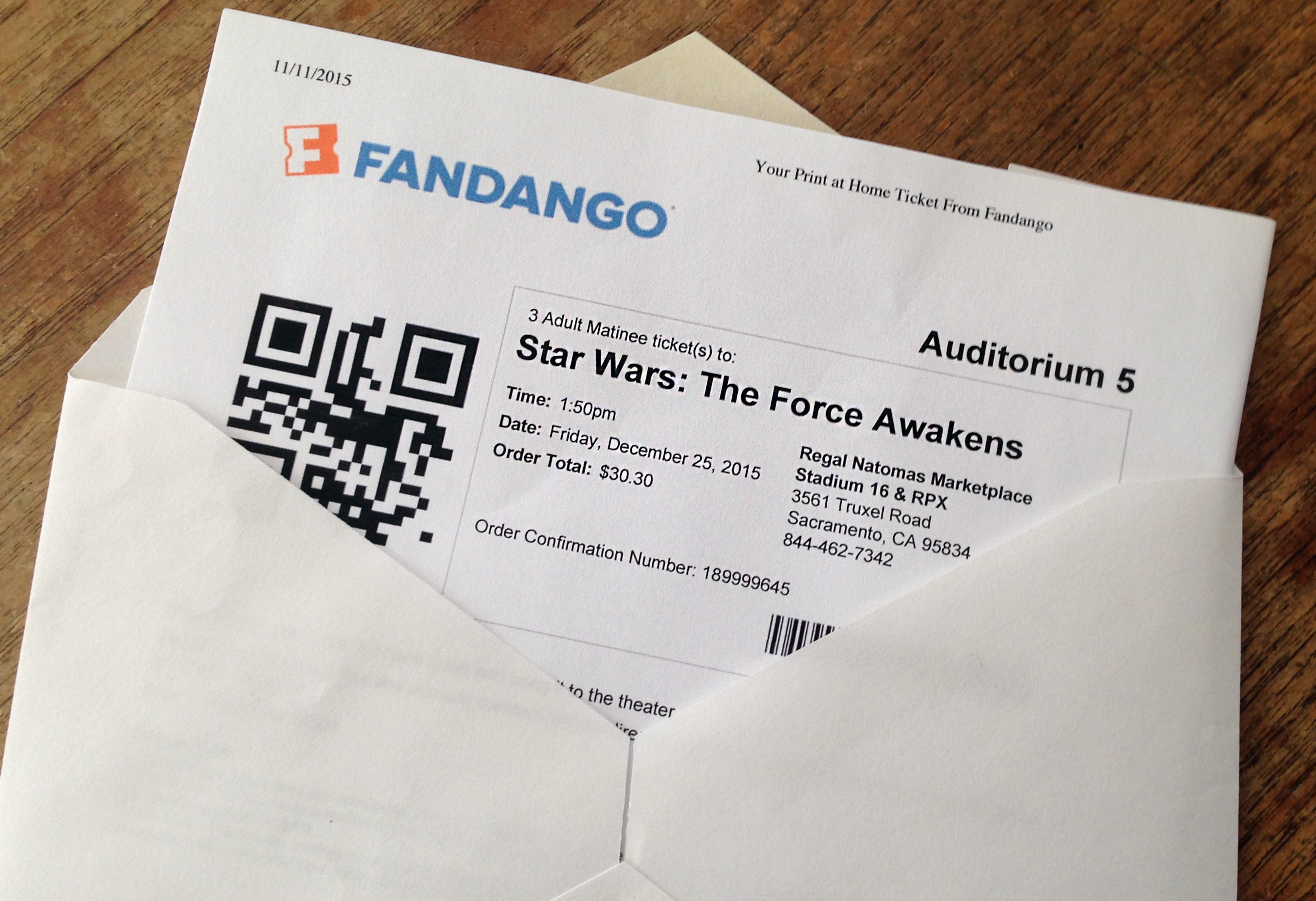
Квитки на фільм «Зоряні війни: Пробудження Сили».

11 квітня 2007 року Comcast придбав Fandango, плануючи інтегрувати його в новий розважальний вебсайт під назвою Fancast.com, запуск якого запланований на літо 2007 року. У червні 2008 року домен Movies.com був придбаний у Disney.
У березні 2012 року Fandango оголосила про партнерство з Yahoo! Movies, що зробило Fandango офіційним онлайн і мобільним квитковим сервісом для зареєстрованих користувачів сервісу Yahoo! У жовтні того ж року Пол Яновер був призначений президентом Fandango.
Своє перше міжнародне придбання Fandango здійснила у вересні 2015 року, коли придбала бразильську квиткову компанію Ingresso, яка займається продажем квитків на різноманітні бразильські розважальні заходи, в тому числі на фестиваль «Rock in Rio», що проходить двічі на рік.
29 січня 2016 року Fandango оголосила про придбання M-GO, спільного підприємства Technicolor SA та DreamWorks Animation (NBCUniversal придбала останню компанію трьома місяцями пізніше), яке згодом було ребрендовано на FandangoNOW.
У лютому 2016 року Fandango оголосила про придбання Flixster і Rotten Tomatoes у Warner Bros. Entertainment. В рамках угоди Warner Bros. стане 30% акціонером об'єднаної компанії Fandango. До 2019 року її частка була зменшена до 25%.
У грудні 2016 року Fandango Media придбала Cinepapaya, перуанський вебсайт для купівлі квитків у кіно, за нерозкриту суму. Пізніше того ж місяця Fandango переїхала до колишньої штаб-квартири Fox Interactive Media в Беверлі-Гіллз.
20 квітня 2020 року Vudu оголосив, що уклав угоду про придбання Fandango Media. 6 липня 2020 року продаж було завершено.
16 липня 2024 року засновник Fandango Джей Майкл Клайн покінчив життя самогубством у віці 64 років.